# Onthophagini
Tribu
Les Onthophagini forment une tribu de scarabées de la famille des Scarabaeidae, de la sous-famille des Scarabaeinae qui comprend 35 genres et plus de 2 200 espèces.

## Synonyme
- Alloscelini Janssens, 1946

## Genres
- Alloscelus
- Amietina
- Anoctus
- Caccobius
- Cambefortius
- Cassolus
- Cleptocaccobius
- Cyobius
- Diastellopalpus
- Digitonthophagus
- Disphysema
- Dorbignyolus
- Euonthophagus
- Eusaproecius
- Heteroclitopus
- Hyalonthophagus
- Jossonthophagus
- Krikkenius
- Megaponerophilus
- Milichus
- Mimonthophagus
- Neosaproecius
- Onthophagus
- Phalops
- Pinacopodius
- Pinacotarsus
- Proagoderus
- Pseudosaproecius
- Stiptocnemis
- Stiptopodius
- Stiptotarsus
- Strandius
- Sukelus
- Tomogonus
- Walterantus